# 中田弥平
中田 弥平（彌平、なかだ やへい、1864年（元治元年2月） - 1928年（昭和3年）5月25日）は、日本の政治家、衆議院議員（2期）。

## 経歴
加賀国能美郡浅井村(のち石川県能美郡苗代村、現・小松市)出身。農業を営む。1883年、自由党に加入し、石川県会議員、同参事会員となる。
1898年3月の第5回衆議院議員総選挙において石川2区から自由党公認で立候補して当選する。同年8月の第6回衆議院議員総選挙では憲政党公認で立候補して当選した。衆議院議員を2期務め、1902年の第7回衆議院議員総選挙は不出馬。1928年に死去した。